# Coninckshof
De Coninckshof is een van de hofjes van de Nederlandse stad Leiden. Het hofje is gelegen aan de Oude Vest 15. Het hofje werd gesticht in 1773 en gewijd in 1777 door Cecilia Coninck. Het staat gedeeltelijk op de grond van het voormalige Sint Ursulaklooster. Oorspronkelijk telde het hofje zes huizen, maar het werd later uitgebreid tot zeven huizen. In 1861 kwamen hier nog vier huizen bij. Het hofje is een rijksmonument en staat sinds 1968 ingeschreven in het monumentenregister. Het hofje heeft een poortgebouw, hardstenen pomp en regentenkamer.
Barend van Namenhof ·
Bethaniënhof ·
Bethlehemshof ·
Brouchovenhof ·
Cathrijn Jacobsdochterhof ·
Cathrijn Maartensdochterhof ·
Coninckshof ·
Eva van Hoogeveenshof ·
François Houttijnshof ·
Groeneveldstichting ·
Groot Sionshof ·
Heiligen Geest- of Cornelis Spronghof ·
Jan de Laterehof ·
Jan Pesijnhof ·
Jean Michelhof ·
Jeruzalemhof ·
Joost Frans van de Lindenhof ·
Juffrouw Maashof ·
Justus Carelhuis ·
Klein Sionshof ·
Meermansburg ·
Mierennesthof ·
Pieter Gerritz. van der Speckhof ·
Pieter Loridanshof ·
Samuel de Zeehof ·
Schachtenhof ·
Sint Anna Aalmoeshuis ·
Sint Annahof of Joostenpoort ·
Sint Elisabethgasthuishof ·
Sint Jacobs- of Crayenboschhof ·
Sint Janshof ·
Sint Salvatorhof ·
Sint Stevenshof ·
Tevelingshof ·
Van Assendelftshof